# 口前葉
口前葉（こうぜんよう、英語: prostomium）とは、環形動物など、体節制をもつ動物において、口より前にある体節的な構造である。口前節、前口葉、頭葉と呼ばれることもあり、一般に眼や脳を有し、頭部もしくはその一部となっている。

## 概要

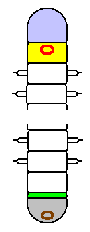
環形動物の体制模式図。口（赤丸）をもつ囲口節（黄）の前にある前端の節（青）が口前葉である。

環形動物は体節制をもつ動物で、体が数多くの同形な体節に分かれている。ただし頭部はやや特殊な構造で、囲口節（いこうせつ、peristomium）という口を含む、普通は付属肢を持たない体節があり、それよりも前にあるのが口前葉である。口前葉はトロコフォア幼生の上体部に由来し、不完全な体節のような形であり、通常は体節を数える場合には、これを含めない。
- 多毛類では、いわゆるゴカイのようなものでは口前葉はよく発達し、眼点や感触手などの感覚器官を備えており[4][5]、内部には脳がある。体の先端部分に突き出しているが、口から吻を突出させるものでは、その上に乗ったような形になる。ケヤリムシのような定在性のものでは、口前葉そのものは退化的で、目立たない。その代わりに触手がよく発達し、房状などになって、呼吸と濾過摂食のための器官となっている。

- ミミズ（貧毛類）の場合、口前葉は一般に退化的である。フツウミミズなど日常的に目にするフトミミズ科のものでは明確な形が見られず、単に丸みを帯びた先端部というだけでのものであるが、テングミズミミズやトガリミズミミズなどの小型のミズミミズ類や、オヨギミミズ科には体の先端に吻状に突出した口前葉をもつ種がある。これらの多くは水生である。ミズミミズ科には頭部に眼を備えているものも多いが、それらはゴカイ類とは異なり、囲口節上にある。

- ヒル類では、ほとんど確認できないほど退化している。

- ユムシ動物は、かつて独立した動物門として扱われたが、のちに環形動物に属するものと考えられる。その体には体節制が発達しない。しかし、口の先に突き出した吻が口前葉であると考えられている。柔軟で伸び縮みし、種によっては長く伸びて数十cmにも達する。目だった感覚器はなく、内側が繊毛粘液摂食に使われる。なお、一部の種ではこの部分を自切する。

## 先節との関係性
環形動物と同様に体節制をもつ前口動物で、節足動物などを含んだ汎節足動物は口前葉に似た部分を先頭にもつ。これは先節（ocular somite）と呼ばれている。21世紀以前では、これは当時において主流だった環形動物と汎節足動物の類縁関係（体節動物説、詳細は汎節足動物#変動の経緯を参照）を踏まえて、口前葉に相同な部分と考えられ、統一の名称（acron）で呼ばれる経緯もあった。しかし両者は遠縁な別系統だと判明した21世紀以降では、一般に別器官として区別されるようになっている。また、環形動物の口前葉とは異なり、汎節足動物の先節は眼・脳・付属肢だけでなく、口も兼ね備え、一般に真の体節として認められる。